# Franzenau Félix
Franzenau Félix (Nagyág, 1844. június 2. – Bécs, 1867. június 8.) csillagász.

## Élete
Franzenau Ágoston bátyja volt. Középiskoláit Kolozsvárt végezte, ezután a bécsi műegyetem hallgatója lett. 1866. május 16-án a bécsi csillagvizsgálóhoz asszisztensnek nevezték ki.

## Művei
- Mars im November 1864. Wien, 1865. (Sitzungsberichte der kais. Akademie der Wissenschaften. Math.-Naturw. Classe LI. Bd. 2. Abth.)
- Ephemeride des Cometen (Astronomische Nachrichten, 1866)
- Meridianbeobachtungen kleiner Planeten an der k. k. Sternwarte in Wien (Astronomische Nachrichten, 1867)